# Una strega imbranata
Una strega imbranata (The Worst Witch) è una serie televisiva britannico-tedesca per bambini del 2017 basata sulla serie di libri The Worst Witch di Jill Murphy.
Nel 1998 fu trasmessa una serie televisiva sempre basata sulla stessa saga dal titolo "Scuola di streghe".

## Trama
Mildred Hubble, una maldestra ragazzina, vive una vita tranquilla con sua madre nei sobborghi inglesi, fino al giorno in cui una giovane strega di nome Maud non precipita con la sua scopa magica in casa sua. Dal momento che Maud ha perso gli occhiali e non riesce a guidare la sua scopa magica, rischiando di arrivare tardi alle selezioni per la Scuola di Magia di Miss Cackle, Mildred si offre di aiutarla e scopre, con sua sorpresa, di essere una strega a sua volta. Arrivate alla scuola di magia, anche Mildred riuscirà a essere ammessa. Qui Mildred incontrerà nuovi personaggi, tra cui Miss Cackle, la preside, la severa ma giusta Miss Hardbroom e l'eterna avversaria Ethel, vivendo nuove entusiasmanti avventure

## Personaggi e interpreti

### Alunne
- Mildred Hubble (Bella Ramsey prime tre stagioni, Lydia Page quarta stagione) è una strega e una studentessa della Cackle's Academy, educata e di buon cuore, ma pasticciona. È amica di Maud Spellbody ed Enid Nightshade e ha una forte rivalità con Ethel Hallow e Drusilla Paddock,e anche con Felicity Foxglove . Inizialmente si pensa che Mildred sia la prima della sua famiglia ad avere dei poteri magici ma in seguito si scopre che una sua antenata, per salvare la scuola, ha rinunciato alla sua magia e a quella dei suoi discendenti per dodici generazioni: Mildred rappresenta quindi la tredicesima generazione.
- Maud Spellbody (Meibh Campbell prima stagione, Megan Hughes successive stagioni) è la migliore amica di Mildred Hubble alla Cackle's Academy ed è colei che introduce il mondo della magia a Mildred. Dato che Maud è bassa e grassottella e Mildred è alta e magra, fanno una coppia dall'aspetto divertente. Indossa occhiali rotondi e ha sempre i capelli a mazzetti. Tutte le streghe della famiglia di Maud frequentarono quella di Cackle, tra cui sua madre e sua nonna.
- Enid Nightshade (Tamara Smart) è una strega e una studentessa della Cackle's Academy: è la migliore amica Mildred Hubble e Maud Spellbody. Fa il suo debutto quando viene trasferita alla Cackle's Academy e Mildred viene incaricata di prendersi cura di lei. Uscirà di scena nella quarta stagione.
- Ethel Hallow (Jenny Richardson) è l'antagonista per eccellenza, spocchiosa e sicura di sé. Nel loro primo anno, Ethel si diverte a schernire Mildred sulla sua incapacità di addestrare il suo gatto a cavalcare una scopa e Mildred risponde trasformandola in un maiale. Da quel momento in poi Mildred ed Ethel si risentono a vicenda e Ethel promette di espellere Mildred. Lei e la sua unica amica Drusilla sono sempre in procinto di fare del male, complottando continuamente per mettere nei guai Mildred e le sue amiche. La famiglia di Ethel frequenta Cackle da generazioni.
- Esmerelda Hallow (Miriam Petche) è la sorella maggiore di Ethel Hallow e Sybil Hallow. Esmerelda è il capo del terzo anno e come tale ha due anni più di Ethel. Ha stabilito il record per l'esame di ammissione dell'Accademia. Nella terza stagione riacquisterà i poteri che aveva ceduto spontaneamente anche se tratta in inganno per farlo.
- Drusilla Paddock (Tallulah Milligan) è una strega e una studentessa della Cackle's Academy. Non è così cattiva come Ethel, lasciata a sé stessa, è quasi amichevole, ed è sempre disposta a salvare i suoi compagni.
- Felicity Foxglove (Dagny Rollins) è una studentessa dell'anno di Mildred Hubble alla Cackle's Academy. Felicty è una strega verde, il che significa che ha una stretta connessione con piante e natura. Il suo famiglio si chiama Pocus. Attualmente è l'unica "strega verde" della Cackle's Academy. Ciò significa che può capire la magia in natura meglio della maggior parte delle streghe della sua età.
- Indigo Moon (Kelsey Calladine-Smith) era un'amica di Joy Hardbroom quando andava a scuola circa 30 anni fa; non era una strega ma Joy le diede dei poteri e poi per errore la trasformò in pietra non riuscendo poi a riportarla indietro. È tornata in carne e ossa grazie a Mildred Hubble e si è quindi unita alla classe di Mildred alla Cackle's Academy.

### Insegnanti
- Miss Ada Cackle/Agatha Cackle (Clare Higgins)
- Miss Hakety Hardbroom (Raquel Cassidy)
- Miss Bat (Wendy Craig)
- Miss Drill (Shauna Shim)
- Algernon Rowan-Webb (Philip Martin Brown)
- Miss Tapioca (Zita Sattar)
- Miss Gullet (Kacey Ainsworth)

### Altri personaggi
- Miss Pentangle (Amanda Holden)
- Julie Hubble (Nicola Stephenson)
- The Great Wizard (Nicholas Jones)

## Episodi
| Stagione         | Episodi | Prima TV Regno Unito | Pubblicazione Italia |
| ---------------- | ------- | -------------------- | -------------------- |
| Prima stagione   | 12      | 2017                 | 2017                 |
| Seconda stagione | 13      | 2018                 | 2018                 |
| Terza stagione   | 13      | 2019                 | 2019                 |
| Quarta stagione  | 13      | 2020                 | 2020                 |

## Distribuzione
La serie è una coproduzione tra CBBC, ZDF e Netflix ed è stata resa disponibile per la trasmissione internazionale su Netflix il 21 luglio 2017. In Regno Unito, Irlanda e Germania la prima stagione è stata trasmessa anche su CBBC e ZDF. La serie ha debuttato su CBBC l'11 gennaio 2017. La seconda stagione è stata confermata nel giugno 2017 e trasmessa nel 2018. La seconda stagione è uscita su Netflix il 27 luglio 2018. La serie è stata rinnovata per una terza e infine per una quarta stagione, quest'ultima uscita su Netflix dal 1 ottobre 2020.